# 肉骨粉

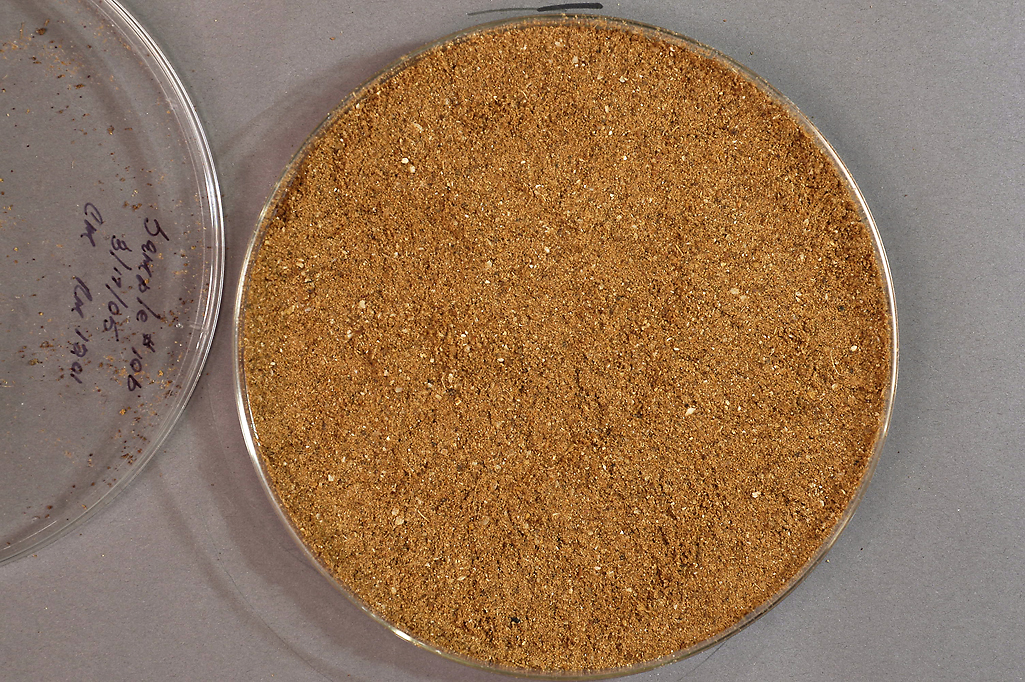
肉骨粉

肉骨粉（にくこっぷん）は畜産副産物のひとつで、牛・豚・鶏など家畜の解体処理によって食肉を除いたものに、骨、内臓、屑肉等を加熱処理して脂質を取り除くレンダリング（化製処理）を行い、これを細かく砕いて粉末としたものである。

## 肥料への利用
本来、肉骨粉は畜産で余った骨や屑肉を破砕して乾燥させ畑にまいていたものを指し、特に牧草用の肥料として用いられていた。

### EU
欧州連合（EU）では畜産副産物規則（EC／1774／2002）で、家畜・公衆衛生、環境への潜在的危険度の高さに応じて畜産副産物をC1、C2、C3に分類している。畜産副産物のうちC1のカテゴリーのものは焼却処分または燃料となっており、次のC2のカテゴリーのものが加圧熱処理を行ったうえで肥料やセメント原料などに利用されている。さらに連邦制のドイツでは州によって畜産副産物の利用可能範囲が異なり、北部の州では2008年8月より牛由来肉骨粉の肥料利用が解禁されているが、有畜農家の利用を制限している州もある。

### 日本
日本では、2014年1月4日から、国内外の対策によるBSE発生リスクの減少を踏まえ、管理措置を義務づけた上で牛の肉骨粉の肥料利用が再開された。

## 飼料への利用

### 歴史
肉骨粉は飼料としても利用されているが、18世紀の産業革命期のイギリスでヒツジに誤って肉骨粉入りの飼料を与えたところ成長が早くなったことが最初とされている。安価で、蛋白質、カルシウム、リン酸質が豊富で高い栄養価を誇るため、BSEの問題が起こる前まではよく用いられていた。

### 牛海綿状脳症等との関わり
牛から牛への牛海綿状脳症（BSE、いわゆる狂牛病）の感染にはBSE感染牛を原料とした肉骨粉などの飼料の利用が原因となっていると考えられている。

#### 日本
日本では肉骨粉等の牛用飼料への利用禁止（原料規制）と牛用飼料とその他飼料の交差汚染を防止するための製造・出荷・運送・保管・給与の分離（ライン分離）が行われている。

#### 米国
アメリカ食品医薬品局 (FDA) により、1997年以降、哺乳類由来の肉骨粉などタンパク質を牛など反芻動物の飼料に用いることが禁止されているが、家禽など非反芻動物由来のタンパク質を牛の飼料に用いることは許容されている。
この内、BSEの感染経路として懸念されているものとして、家禽の食べ残しや排泄物を含んだ「家禽くず」がある。家禽くずはタンパク質を豊富に含み安価なため、米国では牛飼料として用いる慣行があるが、家禽飼料に牛の肉骨粉が含まれることから、家禽くずがBSE感染の抜け穴になることが懸念されている。米国では2003年末にBSE発生が確認され、その対応として2004年に家禽くずの牛飼料への使用が暫定禁止されたが、2005年には感染リスクが十分に低いと判断し、家禽飼料に牛由来の危険部位を用いない規制を加えた上で、家禽くずの牛飼料への使用が再び承認された。この措置について、全米肉牛生産者・牛肉協会は科学的判断として支持しているが、米国農務省の伝達性海綿状脳症 (TSE) 作業部会長を務めた獣医リンダ・デトワイラーは低リスクであるが完全ではなく、規制すべきと指摘している。またこの慣行は消費者に嫌われており、複数消費者団体などが健康への懸念が依然あるとして2009年にFDAに対して禁止を請願し、最も牛肉を調達する大手外食企業であるマクドナルドは許容しないと表明している。家禽くずの牛飼料への使用はオーストラリアやニュージーランド、カナダ、欧州諸国では禁止されている。

#### EU
EUは2001年に家畜や養殖魚の餌に肉骨粉など動物性加工たんぱく質（PAP）を与えることを完全に禁止した。その後、2013年に養殖魚への動物性加工たんぱく質（PAP）の使用を解禁した。
2021年9月、EUは牛、山羊、羊などの反すう動物の餌へのPAPの使用制限を継続しつつ、豚や家禽への動物性加工たんぱく質（PAP）の使用を解禁した。